# Topoliceni
Topoliceni – wieś w Rumunii, w okręgu Neamț, w gminie Poiana Teiului. W 2011 roku liczyła 343 mieszkańców.